# Tännelgewächse
Die Tännelgewächse (Elatinaceae) sind eine Familie in der Ordnung der Malpighienartigen (Malpighiales) innerhalb der Bedecktsamigen Pflanzen (Magnoliopsida). Die 35 bis 50 Arten sind in den gemäßigten bis tropischen Gebieten fast weltweit verbreitet.

## Beschreibung
Die Arten der Tännelgewächse sind ein- bis mehrjährige oder ausdauernde krautige Pflanzen oder Halbsträucher in Feuchtgebieten. Die gegenständigen, manchmal wirteligen, einfachen Laubblätter haben meist einen gezähnten Rand (manchmal ganzrandig) und können sich über oder unter Wasser befinden. Die Nebenblätter sind (meist) klein.
Die Blüten stehen einzeln oder in zymösen Blütenständen zusammen. Die kleinen, zwittrigen Blüten sind radiärsymmetrisch und (zwei- bis) fünf- bis sechszählig. Die Kelch- und Kronblätter sind frei. Je Blüte gibt es einen oder zwei Kreise mit je zwei bis fünf (bis sechs) freien Staubblättern. Zwei bis fünf (bis sechs) Fruchtblätter sind zu einem synkarpen, oberständigen Fruchtknoten verwachsenen, mit zwei bis fünf (bis sechs) freien Griffeln. Es werden zwei- bis fünffächerige Kapselfrüchte gebildet.

## Verbreitung
Die Arten haben ihre Areale meist in den gemäßigten bis tropischen Breiten weltweit. Es gibt nur in arktischen Breiten keine Arten.
In Mitteleuropa kann man Quirl-Tännel (Elatine alsinastrum L.), Sechsmänniger Tännel oder Stiel-Tännel (Elatine hexandra (Lapierre) DC.), Wasserpfeffer-Tännel oder Krummkeim-Tännel (Elatine hydropiper L.) mit den Unterarten Elatine hydropiper L. subsp. hydropiper und Elatine hydropiper subsp. orthosperma (Düben) F. Herm. sowie Dreimänniger Tännel oder Stiel-Tännel (Elatine triandra Schkuhr) finden.

## Systematik
Die Familie Elatinaceae wurde 1829 durch Barthélemy Charles Joseph Dumortier in Analyse des Familles de Plantes, S. 44, 49 aufgestellt. Typusgattung ist Elatine L. Synonyme für Elatinaceae Dumort. nom. cons. sind: Alsinastraceae Rupr. nom. illeg. und Cryptaceae Raf.
Die Familie Elatinaceae gehört heute zur Ordnung Malpighiales. In älteren Systemen war sie in der ehemaligen Ordnung Theales eingegliedert.

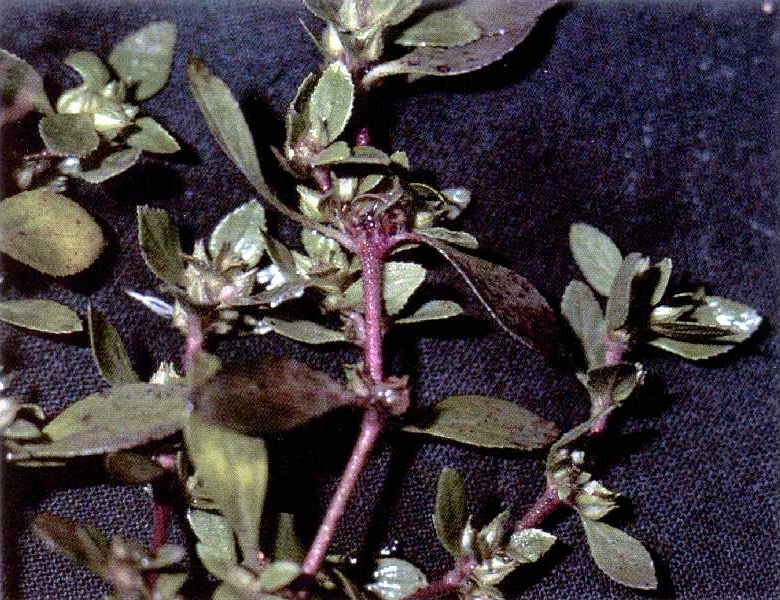
Bergia texana

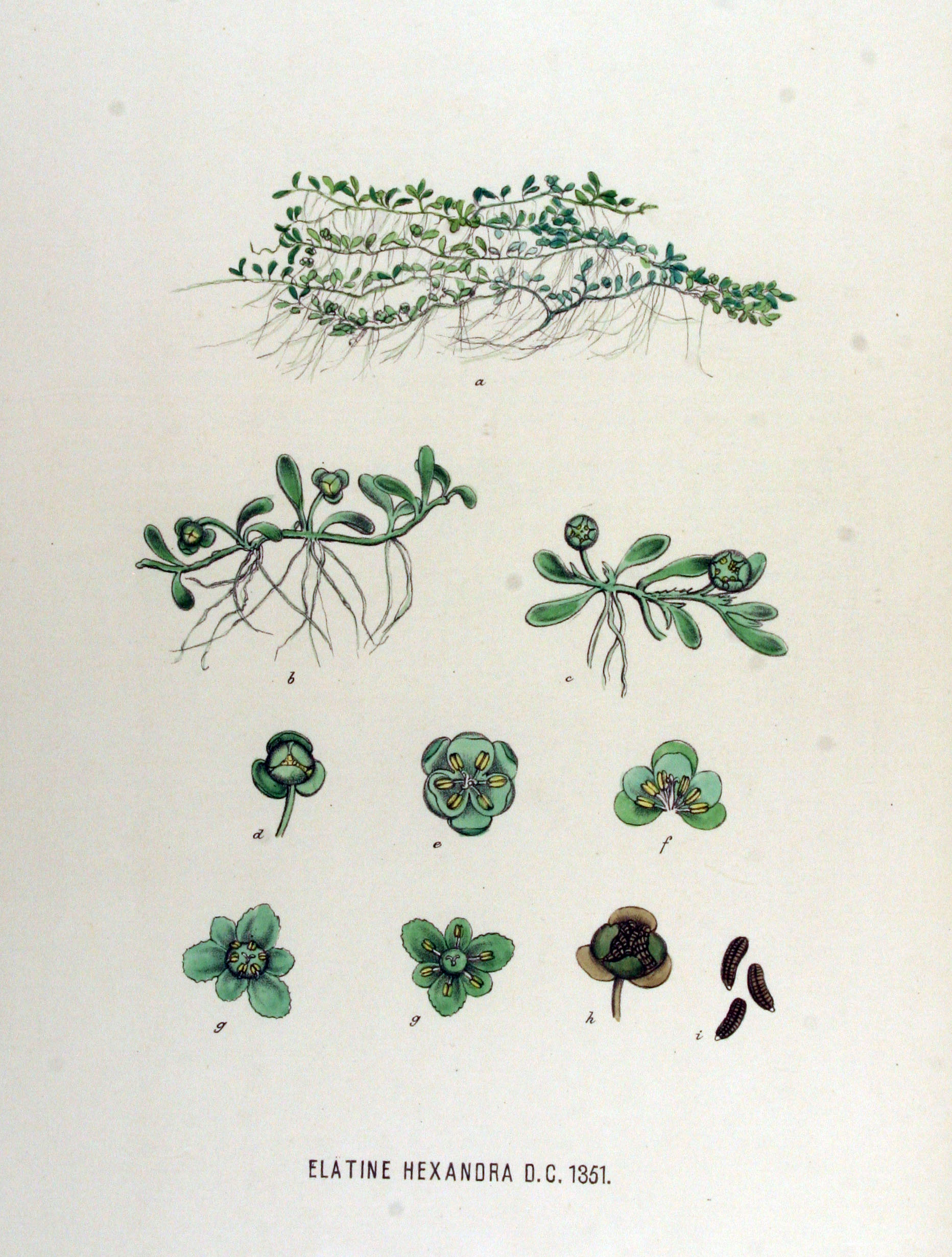
Elatine hexandra, Illustration

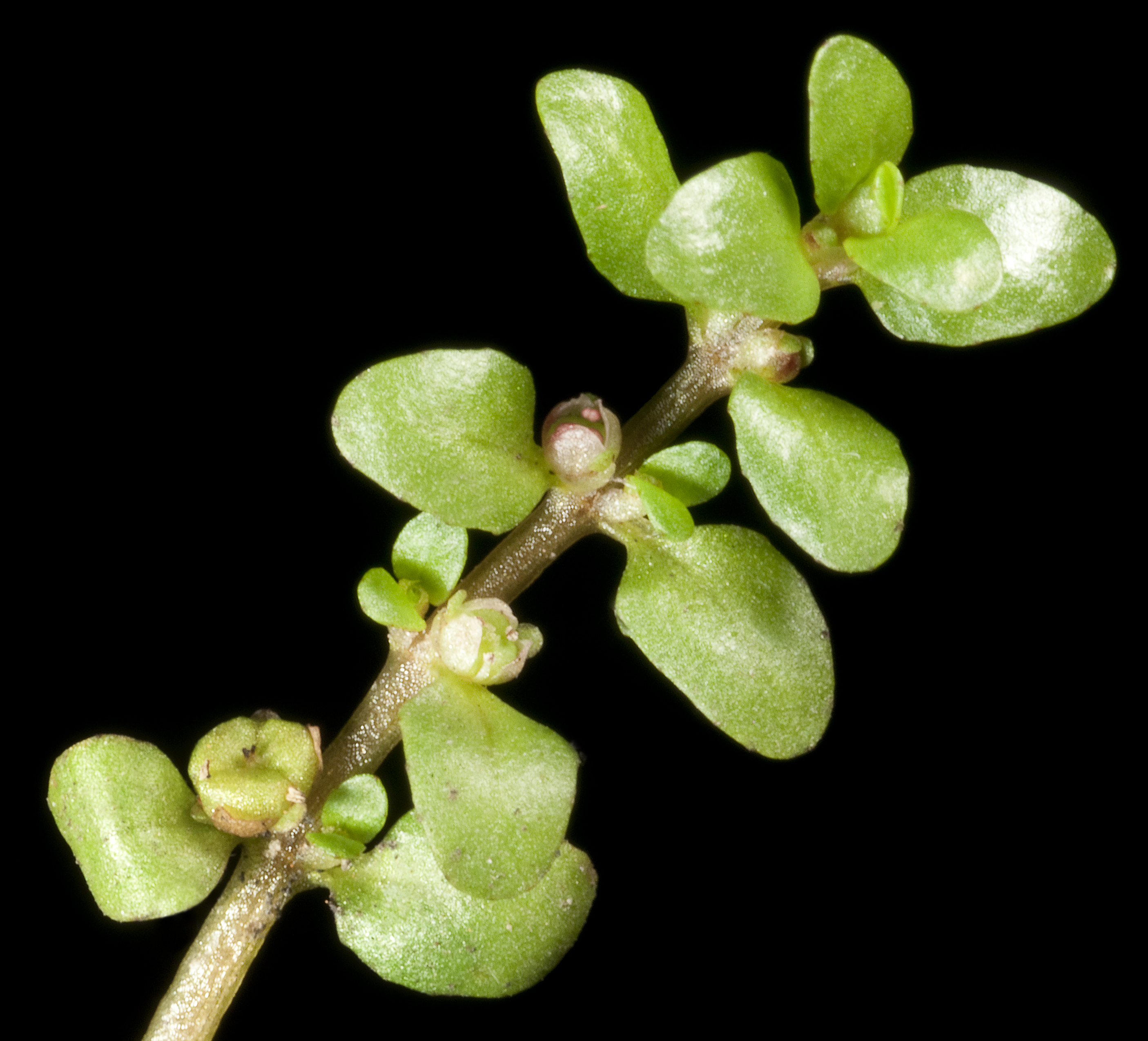
Elatine gratioloides

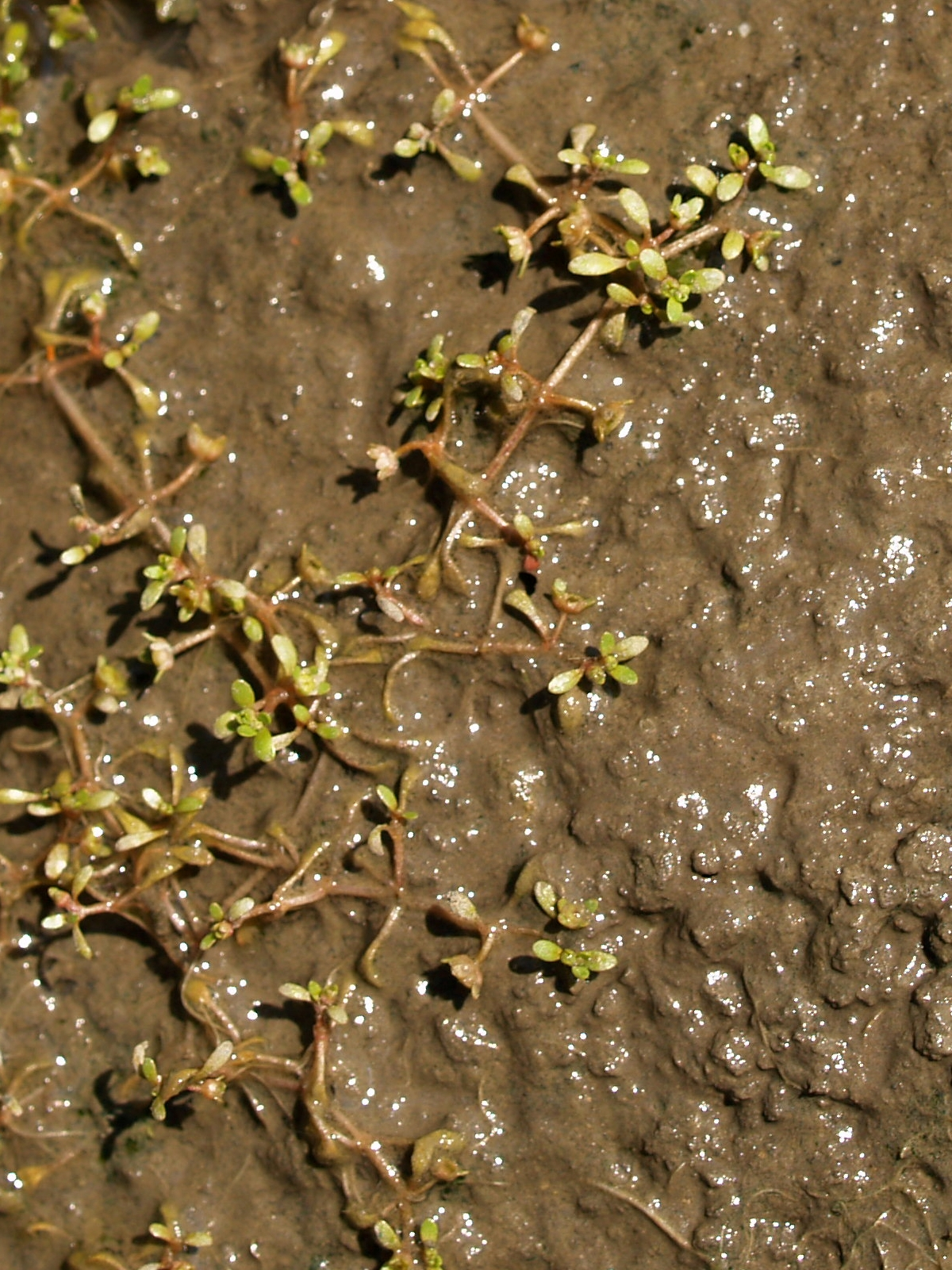
Elatine hungarica

In der Familie Elatinaceae gibt es nur zwei Gattungen mit etwa 60 Arten. Eine Liste der anerkannten Arten der jeweiligen Gattung findet sich bei R. Govaerts.
- Bergia L.[1][2]: Die meist fünfzähligen Blüten sind kurz gestielt. Sie enthält 29 Arten, die in den Tropen und Subtropen vorkommen.[5]
- Tännel (Elatine L.)[1][2]: Die dreizähligen Blüten sind ungestielt. Sie enthält etwa 30 Arten:[5]
  - Quirl-Tännel (Elatine alsinastrum L.)
  - Elatine ambigua Wight: Sie kommt vom südwestlichen Sibirien bis Java vor.
  - Elatine americana (Pursh) Arn.: Sie kommt vom subarktischen Amerika bis zu den Vereinigten Staaten und in Kamtschatka vor.
  - Elatine brachysperma A.Gray: Sie kommt in Nordamerika und von Peru bis ins nordöstliche Argentinien vor.
  - Elatine brochonii Clavaud: Sie kommt von Spanien bis zum südwestlichen Frankreich und von Nordwestafrika bis Mauretanien vor.
  - Elatine californica A.Gray: Sie kommt vom westlichen und westlich-zentralen Nordamerika bis ins nördliche Mexiko vor.
  - Elatine campylosperma Seub.: Sie kommt im Mittelmeergebiet vor.
  - Elatine chilensis Gay: Sie kommt von Bolivien bis ins südliche Südamerika vor und auf den Falklandinseln.
  - Elatine ecuadoriensis Molau: Sie kommt in Kolumbien und Ecuador vor.
  - Elatine fassettiana Steyerm.: Sie kommt in Kolumbien und im nordwestlichen Venezuela vor.
  - Elatine fauquei Monod: Sie kommt in Mali vor.
  - Elatine glaziovii Nied.: Sie kommt im südöstlichen Brasilien vor.
  - Elatine gratioloides A.Cunn.: Sie kommt vom Australien bis zu den Inseln im südwestlichen Pazifik vor.
  - Elatine gussonei (Sommier) Brullo, Lanfr., Pavone & Ronsisv.: Sie kommt in Malta und Lampedusa vor.
  - Elatine heterandra H.Mason: Sie kommt in Kalifornien, New Mexico und Texas vor.
  - Sechsmänniger Tännel (Elatine hexandra (Lapierre) DC., Syn.: Elatine tripetala Sm.)
  - Elatine hungarica Moesz: Sie kommt vom östlichen Mitteleuropa bis Sibirien vor.
  - Wasserpfeffer-Tännel (Elatine hydropiper L.): Sie kommt von Europa bis zum fernöstlichen asiatischen Russland vor.
  - Elatine lindbergii Rohrb.: Sie kommt in Brasilien vor.
  - Elatine lorentziana Hunz.: Sie kommt im nordöstlichen Argentinien vor.
  - Elatine macrocalyx Albr.: Sie kommt in Western Australia und in Northern Territory vor.
  - Elatine macropoda Guss.: Sie kommt im Mittelmeergebiet vor.
  - Elatine madagascariensis H.Perrier: Sie kommt in Madagaskar vor
  - Elatine major A.Braun: Sie kommt in Frankreich nur im Foret de Fontainebleau vor.
  - Elatine minima (Nutt.) Fisch. & C.A.Mey.: Sie kommt in Kanada und in den Vereinigten Staaten vor.
  - Elatine ojibwayensis Garneau: Sie kommt in Québec vor.
  - Elatine paramoana Schmidt-M. & Bernal: Sie kommt in Kolumbien und in Bolivien vor.
  - Elatine peruviana Baehni & J.F.Macbr.: Sie kommt in Peru und in Bolivien vor.
  - Elatine rubella Rydb.: Sie kommt in den westlichen und zentralen Vereinigten Staaten vor.
  - Elatine spathulata Gorski: Sie kommt in Skandinavien und von Deutschland bis in das fernöstliche asiatische Russland vor.
  - Dreimänniger Tännel (Elatine triandra Schkuhr)